# Park Narodowy Los Arrayanes
Park Narodowy Los Arrayanes (hiszp. Parque nacional Los Arrayanes) – park narodowy w Argentynie położony w departamencie Los Lagos w południowej części prowincji Neuquén. Od 1934 roku był jedną z części Parku Narodowego Nahuel Huapi. 11 października 1971 roku stał się samodzielnym parkiem narodowym. Zajmuje obszar 17,96 km². Od 2007 roku wraz z Parkiem Narodowym Lanín, Parkiem Narodowym Nahuel Huapi, Parkiem Narodowym Lago Puelo, Parkiem Narodowym Los Alerces i rezerwatami przyrody w tej części Patagonii tworzy rezerwat biosfery UNESCO o nazwie „Andino Norpatagónica”.

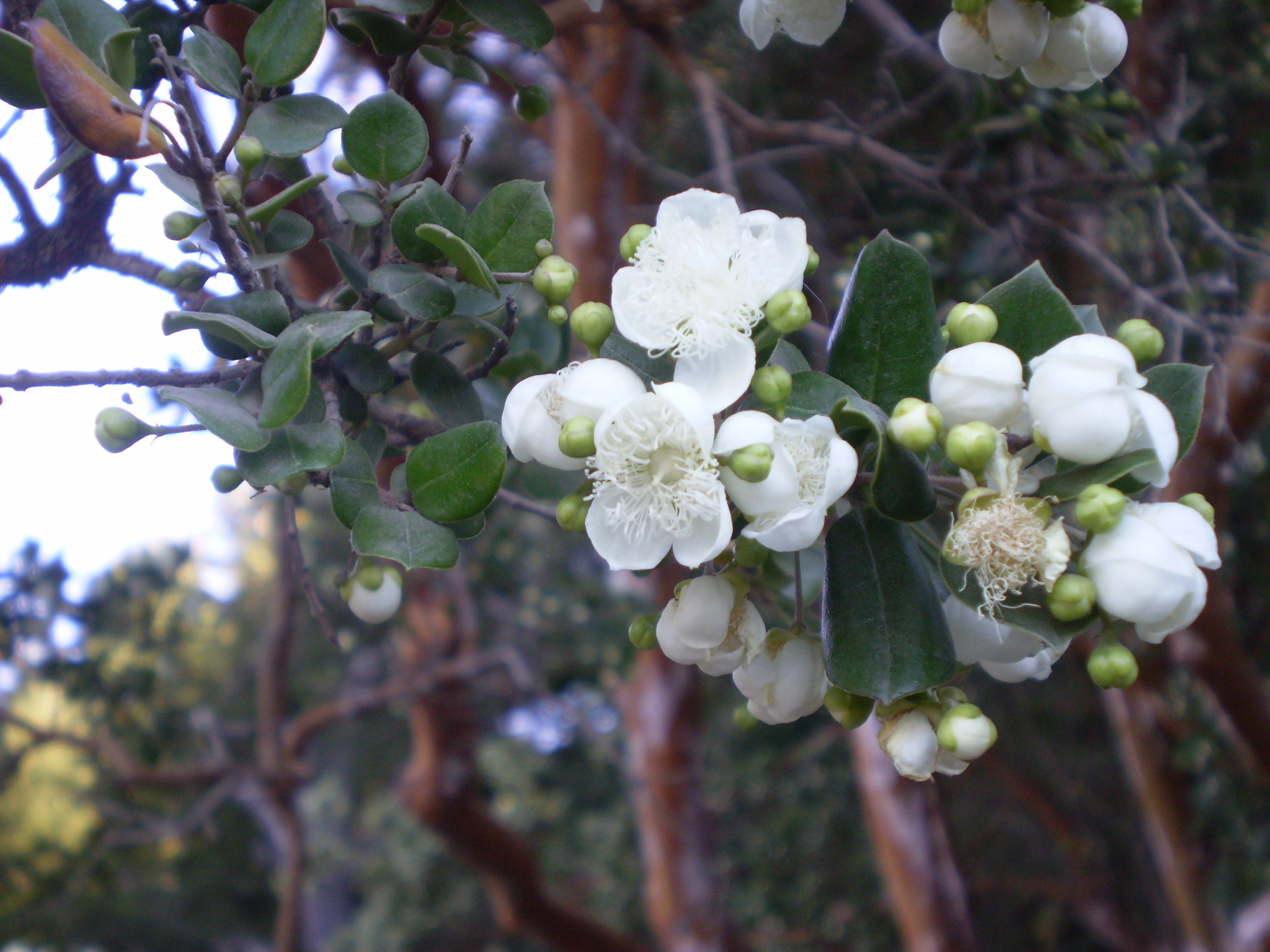
Kwiaty drzewa Luma apiculata

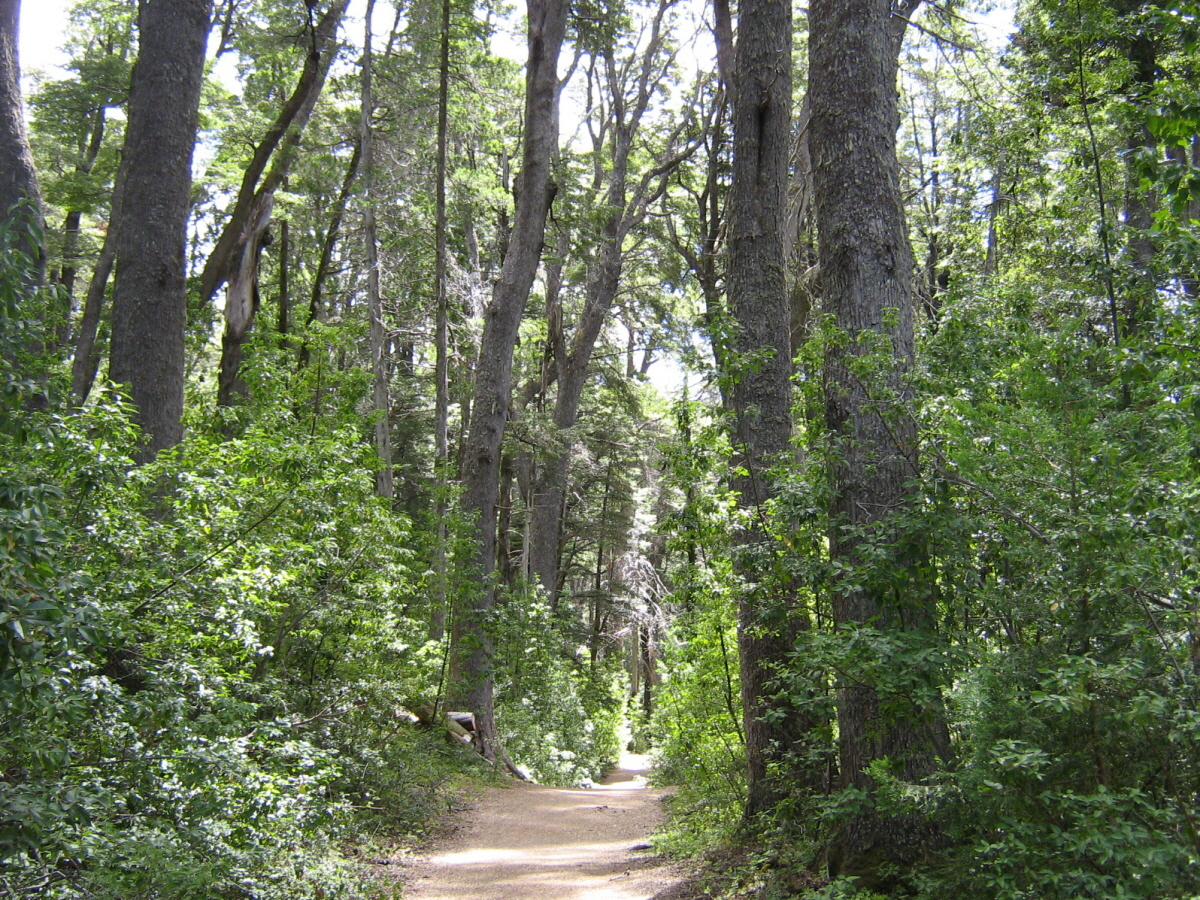
Drzewa Nothofagus dombeyi

## Opis
Park położony jest przy granicy z Chile i obejmuje półwysep Quetrihué położony w północnej części jeziora Nahuel Huapi. Znajdują się tu dwie laguny: Hua Huan i Patagua.
Klimat umiarkowany zimny. Średnie temperatury wahają się od 3 °C zimą do 14 °C latem.

## Flora
Park został utworzony w celu ochrony lasu porastającego półwysep. Las w południowej części półwyspu tworzą w większości drzewa Luma apiculata z rodzaju Luma (hiszp. zwyczajowa nazwa Arrayan). Niektóre z nich mają ponad 650 lat. W północnej części półwyspu rosną m.in.: Nothofagus dombeyi, bukan chilijski, Lomatia hirsuta, Embothrium coccineum.

## Fauna
W lagunach żyje m.in. zagrożony wyginięciem wydrak południowy, a w lasach pudu południowy. Ptaki tu żyjące to m.in.: dzięcioł chilijski, krasnogonka krótkodzioba (Enicognathus ferrugineus), trzęsiogon ciemnobrzuchy (Cinclodes patagonicus), kormoran niebieskooki.